# 櫓刃鉄火
櫓刃 鉄火（やぐらば てっか、1983年6月3日 - ）は、日本の漫画家、イラストレーター。主にスクウェア・エニックス、講談社で活動。

## 略歴
2006年に大学の卒業作品を投稿したところ、入選。以降、漫画家、イラストレーターとして活動中。

### 受賞歴
- 2006年、「彼岸の鬼」（月刊少年ガンガン8月号掲載）で、スクウェア・エニックスマンガ大賞準大賞

## 主な作品

### 連載
- 『ライフ・イズ・マネー』（『ガンガンONLINE』、スクウェア・エニックス、原作・監修：朝虹照）全3巻
- 『ウチの使い魔がすみません』（『月刊good!アフタヌーン』講談社、2016年2月号 - 2022年7月号、全77話）全11巻
韓国語版、中国語版、英語版など各国語展開している

### 読み切り
- 「彼岸の鬼」（『月刊少年ガンガン8月号』、スクウェア・エニックス）
- 「キリング・ハッピー」（『コミックアンソロジー極ホラーサスペンスミステリー』、スクウェア・エニックス、原作・監修：朝虹照）
- 「俺と彼女のギターライフ」（『月刊少年ガンガン10月号』、スクウェア・エニックス）
- 「博士と私の改造計画」（『ガンガンONLINE』、スクウェア・エニックス）
- 「夢限街夜行」（『月刊少年ガンガン9月号』、スクウェア・エニックス）

### イラスト
- 『我は誓う剣に友に～バルナ・クロニカより』（時野つばき、ネットワーク出版、2013年）
- 『あの子の骨は井戸の中』（時野つばき、Ｎライトノベル文庫、ニューメディアプレス、2015年）